# محسن الخضري
محسن الخِضْري (1829 - 19 نوفمبر 1884) شاعر عراقي في القرن 19 م/13 هـ. ولد في النجف ونشأ في أسرة أدب وعلم، وتتلمذ على ابني عمه وأخذ عنهما المقدّمات ثمّ حضر الفقه على مهدي كاشف الغطاء وراضي النجفي، والأُصول على مرتضى الأنصاري ومحمد حسن الشيرازي. قضى حياته في العراق وكان كثير التجوال فيها. اشتغل في تدريس العلم والأدب، وتتلمذ على يديه جماعة طلبة العلم، وفي أواخر حياته توقف عن التدريس وانصرف إلى الشعر وأبدع في الرثاء والغزل وله ديوان. توفي في مسقط رأسه ودفن في العتبة العلوية.

## سيرته
ولد محسن بن محمّد بن موسى بن عيسى بن حسين بن خضر الخضري المالكي النجفي في النجف سنة 1245 هـ/ 1829 م ونشأ بها على أعلام أُسرته. قرأ المقدّمات الأدبية والشرعية، ثمّ حضر الفقه على مهدي كاشف الغطاء وراضي النجفي، والأُصول على مرتضى الأنصاري والمجدد الشيرازي. برع في الأدب واشتهر بالشعر، وكان متين الأُسلوب جيّد القريحة، إلى جانب حسن البيان ووفور البلاغة.
توفي بالنجف 1 صفر سنة 1302 هـ/19 نوفمبر 1884 م ودفن في العتبة العلوية‌ بالصحن الشريف بحجرة رقم 13.

## شعره
«كان سريع البديهة في النظم، حسن المفاكهة ظريفًا خفيف الروح، كما كانت له آراء ناضجة في نقد الشعر.» «شعره يميل إلى الإيجاز، وفيه مقطعات ولمحات تجديد، يمزج الأغراض المختلفة بعض منها ببعضها فلا تبدو صريحة، ففي الرثاء يتجاوز ذكر محاسن الميت إلى التأريخ له أو ذكر جانبٍ من سيرته، ونظم في الفخر».

## مؤلفاته
له ديوان جمعت باسم  ديوان الشيخ محسن الخضري وعلّق عليه عبد الغني الخضري وطبع في النجف 1947، وله قصائد نشرت في بعض المجلات.